# Harmothoe quadrituberculata
Harmothoe quadrituberculata är en ringmaskart som beskrevs av Augener 1922. Harmothoe quadrituberculata ingår i släktet Harmothoe och familjen Polynoidae. Inga underarter finns listade i Catalogue of Life.